# Carolina Marconi
Carolina Marconi (Caracas, 12 aprile 1978) è una showgirl, attrice e imprenditrice venezuelana naturalizzata italiana, nota per aver partecipato alla quarta edizione del Grande Fratello.

## Biografia
Di origine italiana, suo padre Pasquale Marconi è un diplomatico italo-eritreo. Carolina Marconi si è diplomata al liceo linguistico di Colleferro, ha debuttato nel 1997 partecipando come valletta al programma Beato tra le donne, in seguito ha lavorato in altri programmi tra cui I cervelloni nel 1998, Festa di Classe nel 1999, Goleada nel 2000 e Stasera pago io nel 2001. Nel 2000 recita, insieme con Alessia Merz, nel B-movie Intrigo a Cuba, ma il film viene distribuito in Italia solo dopo la partecipazione al Grande Fratello nel 2004, grazie alla quale ottiene notorietà: durante il reality conosce Tommy Vee, un DJ divenuto famoso dopo la fine di quell'edizione e disco d'oro nel 2005 per una sua compilation di Musica house, con il quale ha avuto una relazione sentimentale continuata anche dopo la fine del reality, ma che è terminata nel luglio 2005.
Carolina Marconi all'inizio del 2005 è stata l'angelo che vola dal Campanile di Piazza San Marco durante il Carnevale di Venezia, quindi in vista del 2006 ha realizzato un calendario senza veli, ottenendo molto successo, per la nota rivista For Men Magazine. Nel 2006 conduce su Rai 3 il programma Tintoria Show insieme a Taiyo Yamanouchi. Nell'estate 2006 partecipa al programma di Italia 1 On the Road, programma vacanziero girato a Miami insieme a Sara Tommasi, Liudmila Radcenko e Alessandra Pierelli. Nell'estate 2007 ha formato un gruppo musicale con sua sorella Silvana Marconi chiamato Las Hermanas ("Le sorelle" in spagnolo) e insieme incidono il singolo Que Horror! e in seguito, tra il 2011 e 2014, escono i singoli Move to the fiesta, Patatina e Abalasa.
Nel 2008 ha recitato nella soap opera Un posto al sole d'estate su Rai 3. Nel 2009 è stata la madrina del Latina. Nel 2011 è stata una delle protagoniste della miniserie televisiva Baciati dall'amore su Canale 5. Nel 2013 è diventata stilista, disegnando e commercializzando la linea di scarpe Le Markol. Nel 2014 ha esordito in un test rally con il campione del mondo Max Rendina come co-pilota. Dopo essere tornata al cinema nel 2015 per recitare nel film Matrimonio al Sud, nel maggio 2016 diventa imprenditrice aprendo lo store Aloha a Ponte Milvio a Roma, avendo già da tre anni la linea di calzature Le Markol.

## Filmografia

### Cinema
- Intrigo a Cuba, regia di Riccardo Leoni (2004)
- La legge è uguale per tutti, forse, regia di Ciro Villano, Ciro Ceruti (2014)
- Matrimonio al Sud, regia di Paolo Costella (2015)

### Televisione
- S.P.Q.R. – serie TV, episodio 1x02 (1998)
- Un posto al sole d'estate – serial TV (2008)
- Baciati dall'amore, regia di Claudio Norza – miniserie TV (2009)

## Programmi televisivi
- Beato tra le donne (Canale 5, 1997) Valletta
- I cervelloni (Rai 1, 1997) Co-conduttrice
- Festa di Classe (Rai 1, 1999)
- Goleada (Telemontecarlo, 2000) Conduttrice
- Stasera pago io (Rai 1, 2001)
- Grande Fratello 4 (Canale 5, 2004) Concorrente
- Tintoria Show (Rai 3, 2006) Co-conduttrice
- Fuori Corso (serie televisiva), quarta edizione (Canale 9, 2006)
- On the Road (Italia 1, 2006) Conduttrice
- Grande Fratello VIP 7 (Canale 5, 2022) Concorrente

## Discografia
- 2007 – Que Horror (Las Hermanas)
- 2012 – Move To The Fiesta
- 2013 – Patatina
- 2014 – Abalasa